# Comunità Montana del Bussento

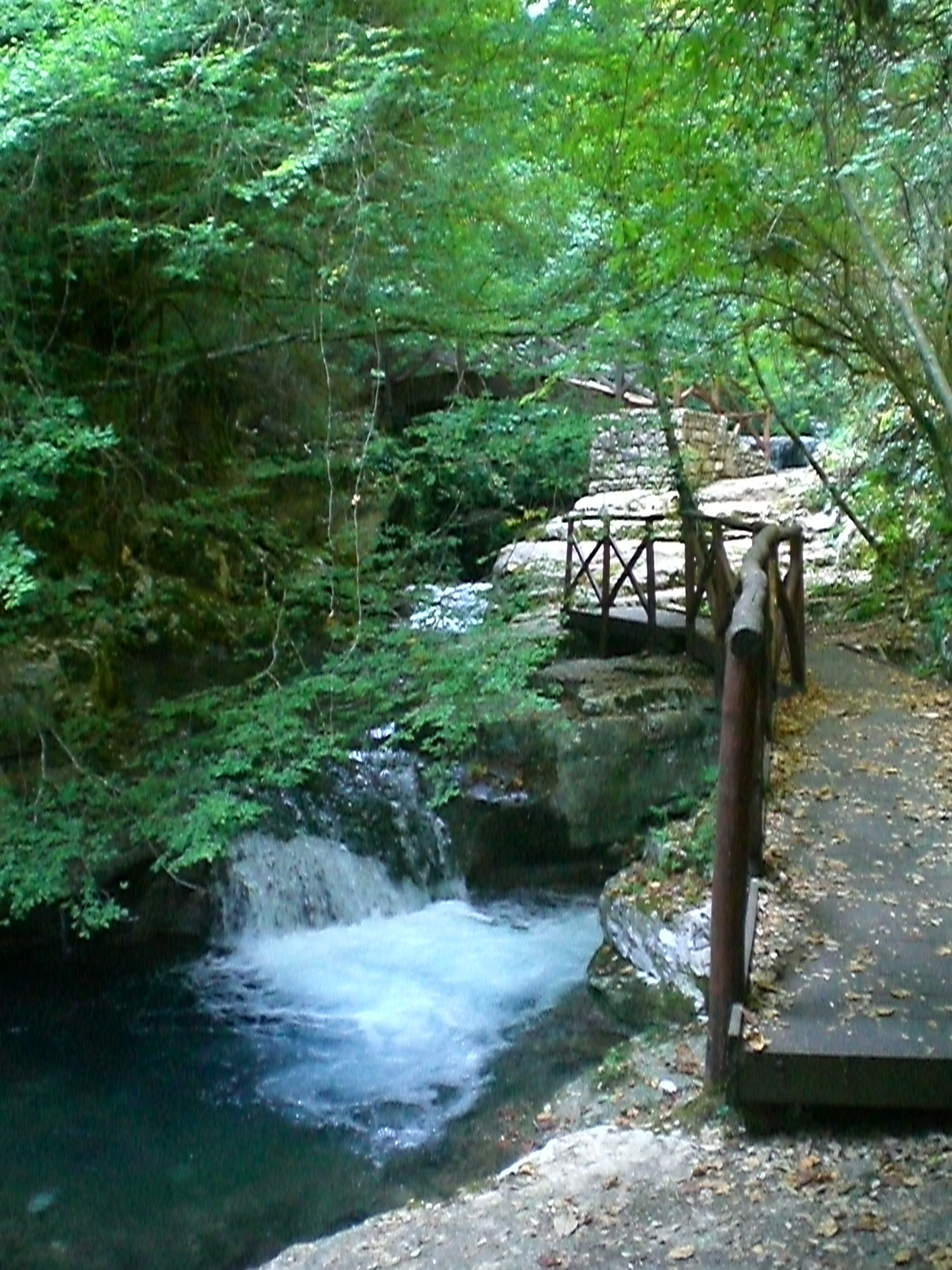
Fluss Bussento

Die Comunità Montana del Bussento ist eine Vereinigung aus zehn Gemeinden in der italienischen Provinz Salerno in der Region Kampanien.
Das Gebiet der Comunità Montana del Bussento umfasst die Gemeinden rund um den Fluss Bussento und hat eine Ausdehnung von 293 km².
In den zehnköpfigen Rat der Comunità entsenden die Gemeinderäte der beteiligten Kommunen je ein Mitglied.

## Mitglieder
Die Comunità umfasst folgende Gemeinden:
- Casaletto Spartano
- Caselle in Pittari
- Ispani
- Morigerati
- Santa Marina
- Sapri
- Torraca
- Torre Orsaia
- Tortorella
- Vibonati